# Pluk van de Petteflet (boek)
Pluk van de Petteflet is een kinderboek van de Nederlandse schrijfster Annie M.G. Schmidt, met tekeningen van Fiep Westendorp. De hoofdpersoon is een kleine jongen genaamd Pluk, die rondrijdt in een kraanwagentje. 
Het boek verscheen in 1971, als bundeling van een aantal korte verhalen die in de jaren daarvoor waren verschenen in het Nederlandse tijdschrift Margriet. 
In 2025 werd het boek toegevoegd aan het Canon van de Nederlandse letterkunde.

## Inhoud
Pluk rijdt in zijn kraanwagentje rond op zoek naar onderdak. De duif Dollie vertelt hem dat er in het torentje van de Petteflet nog een kamertje vrij is. Pluk rijdt meteen naar deze flat, om er zijn intrek te nemen.
Pluk sluit in zijn nieuwe onderkomen al snel veel vriendschappen, zowel met dieren als met andere menselijke flatbewoners: Zaza de kakkerlak, de winkelier meneer Pen, het lange paard Langhors, de Majoor en zijn adjudant, de familie Stamper, de aan hoogtevrees lijdende eekhoorn Duizeltje en het netjes opgevoede meisje Aagje. Er zijn echter ook mensen en dieren met wie Pluk minder goed overweg kan: Aagjes moeder mevrouw Helderder, die een obsessie voor schoonmaken en netheid heeft, de portier die Pluk uit de flat probeert te krijgen, en de Flattekat die het op Dollie heeft gemunt.
Als Aagje zich een keer vuil maakt en haar jurk beschadigt, lukt het om alles nog voordat haar moeder iets merkt te herstellen in een speciale "hou maar aan"-stomerij waar kleren gestoomd en gerepareerd worden zonder dat de eigenaar ze eerst uit hoeft te doen. Mevrouw Helderder probeert Zaza met vergif op te ruimen, maar de kakkerlak kan nog net worden gered. Later lukt het mevrouw Helderder om met hulp van de portier Pluks kamertje over te nemen en het in te richten als naaikamertje, zodat Pluk noodgedwongen in het magazijn van meneer Pen moet slapen. De meeuw Karel-met-de-houten-poot weet samen met een grote groep andere meeuwen mevrouw Helderder te verjagen, zodat Pluk zijn kamertje weer in kan.
Als Pluk te eten wordt gevraagd bij de familie Stamper, blijkt dat vijf van de zes kinderen in dat gezin mazelen hebben. Alleen het kleinste Stampertje is niet ziek geworden. Pluk heeft de mazelen vroeger al eens gehad en is dus immuun. Aagje wordt wel aangestoken, waarna de dokter de Stampertjes en Aagje adviseert om een tijdje naar zee te gaan. Pluk en de dokter weten mevrouw Helderder zover te krijgen dat Aagje met de Stampertjes mee mag. Ze willen in de oude auto van vader Stamper gaan, maar die slaat niet aan. Langhors en de Majoor schieten te hulp en brengen iedereen naar Egwijk aan Zee. Pluk neemt alle bagage en meneer Stamper mee in zijn kraanwagentje.
In Egwijk aan Zee redden ze eerst de meeuw Leentje uit de olie. Ze weten met een list ook Leentjes eieren te redden, voordat een bakker hier eierkoeken van kan maken. Tussen de meeuweneieren vinden ze een vreemd groot en oranje ei, dat niet van Leentje is. Pluk laat dit ei bij een bevriend echtpaar, de heer en mevrouw De Vries, uitbroeden, omdat hij geen enkele vogel kan vinden die dit wil doen. Pluk vindt daar ook de Lispeltuut, een sprekende schelp die hem overal de weg kan wijzen.
Inmiddels zijn er plannen om de Torteltuin, een groot nog ongerept stuk bos achter het park, weg te bulldozeren en er een tegelplein voor in de plaats aan te leggen. De dieren in de Torteltuin zijn hierdoor in groot gevaar. Meneer Pen kent iemand die kan helpen om dit te voorkomen: de 'kluizelaar' die in de Hasselerwaard woont. Dankzij de Lispeltuut kan Pluk de weg daarheen vinden. Na een lange tocht en een overtocht over de rivier de Waas met de pont van de 'heen-en-weer-wolf', wacht Pluk een teleurstelling: de kluizelaar geeft Pluk alleen een bijna dood plantje mee. Pluk en meneer Pen besluiten het toch maar te planten bij de ingang van het park. De volgende dag blijkt het plantje te zijn uitgegroeid tot een grote bramenstruik met speciale hasselbramen; iedereen die hiervan eet, krijgt een onweerstaanbare drang om te gaan spelen. De werklui gebruiken hierdoor al het materiaal dat bedoeld was voor het tegelplein voor hun spelletjes en om er kunstwerken van te maken. Tot mevrouw Helderders woede gelast de burgemeester het werk af, omdat hij geen nieuw materiaal wil kopen. Ook wil hij de kunstwerken niet meer weg hebben. De Torteltuin is dus gered, maar het loopt vervolgens uit de hand als iedereen de bramen eet en gaat spelen, zodat het hele dagelijks leven plat komt te liggen. Pluk besluit ten slotte om de hasselbramenstruik te vernietigen en gooit hem in een vreugdevuur dat in het park is aangestoken. Nadat de struik is verbrand, komt iedereen eindelijk weer bij zinnen.
Aagje en de Stampertjes zijn inmiddels terug uit Egwijk aan Zee. Mevrouw Helderder wil Aagje nu in een babybox zetten, zodat ze het huis niet vuil maakt. Als meneer Pen probeert om mevrouw Helderder op andere gedachten te brengen, ziet hij dat ze jam heeft gemaakt van de overgebleven hasselbramen en overreedt haar om ervan te eten.  Hierdoor verandert het karakter van mevrouw Helderder volkomen; eerst gedraagt ze zich als een baby en gaat zelf in de box zitten, later lijkt ze op een schoolkind en ze speelt met Aagje en de Stampertjes. Uiteindelijk gedraagt ze zich weer als een normale volwassene, maar dankzij de jam is ze voortaan vrolijk en aardig. Meneer Pen raadt mevrouw Helderder nu aan om iedere dag een lepeltje jam te blijven nemen, totdat Aagje zelf volwassen is. 
Inmiddels is het oranje ei uit Egwijk aan Zee uitgekomen: het was het ei van een krullevaar, een bijna uitgestorven vogel met haren in plaats van veren en heel lange poten. Museumdirecteur Plomp wil de zeldzame vogel echter opzetten en tentoonstellen. Met een list heeft hij de vogel weggehaald bij het echtpaar De Vries, die het ei eerst hadden uitgebroed. Pluk en zijn vriendjes weten de krullevaar – die al in het museum stond, maar nog niet was gedood – te redden. Er wordt een beloning van 100 gulden uitgeloofd voor de vogel. Een meisje genaamd Liezebetje verraadt samen met haar moeder de schuilplaats van de krullevaar, die echter weer ontsnapt. Het lukt de krullevaar even later ook om te vliegen. De meeuw Karel wijst de krullevaar nu de weg naar zijn nog levende familie op het eiland Hork. 
Als Pluk jarig is, besluit hij op advies van de Lispeltuut om samen met al zijn vrienden de heen-en-weerwolf opnieuw op te zoeken.

## Personages

### Mensen
- Pluk, de hoofdpersoon, een jongen van een jaar of tien die niet naar school gaat, maar desondanks geheel zelfstandig en ontwikkeld is. Zijn achternaam wordt nergens in het verhaal genoemd, noch komt de lezer iets anders over hem te weten.
- Aagje, een meisje met wie Pluk bevriend raakt en dat ongeveer even oud is als hijzelf. Zij is erg ongelukkig met de manier van leven die haar moeder haar opdringt.
- Mevrouw Helderder, Aagjes moeder. Zij is gedurende het grootste deel van het verhaal een nogal onvriendelijke en extreem zindelijke dame.
- Meneer Pen, een winkelier met wie Pluk goed kan opschieten en die Pluk in tijden van nood geregeld te hulp schiet.
- Vader Stamper, een alleenstaande vader met zes kinderen, de Stampertjes.
- De portier, die Pluk weg probeert te krijgen uit de flat.
- De dokter, die Aagje en de Stampertjes behandelt als ze mazelen blijken te hebben.
- De majoor en zijn adjudant, die iedereen naar Egwijk aan Zee brengen met hun paard Langhors.
- De parkmeester, die de Torteltuin wil laten opruimen om er een tegelpleintje van te maken.
- De burgemeester
- De heer en mevrouw De Vries, een bevriend echtpaar dat bereid is het oranje ei dat Pluk in Egwijk heeft gevonden in plaats van een vogel uit te broeden omdat Pluk er niet in slaagt om die te vinden.
- Meneer Plomp
- Liezebetje
- De Eierkoekenbakker
- De Kluizelaar

### Dieren
- Duizeltje
- De duif Dikke Dollie
- De meeuw Karel met de Houten Poot. Hij helpt Pluk als zijn torenkamertje blijkt te zijn ingepikt door Mevrouw Helderder door haar samen met een groot aantal andere meeuwen te verjagen, zodat hij er weer in kan.
- De meeuw Leentje, de zus van Karel. Zij werd in Egwijk gered uit de olie. Bovendien werden haar eitjes gered van de Eierkoekenbakker.
- De kakkerlak Zaza. Hij mag bij Pluk wonen die hem zijn appelschilletjes te eten geeft. Zaza is erg bang voor Dollie en Karel. Ook is hij bang voor Mevrouw Helderder die een bloedhekel aan kakkerlakken heeft en hem van tijd tot tijd wil doodspuiten met haar spuitbus.
- Langhors, het paard van de Majoor en het langste (en aanstellerigste) paard ter wereld. Op dit paard gaan Aagje en de Stampertjes naar Egwijk aan Zee als hun auto niet blijkt te starten. Vanwege het zware gewicht worden hierbij in het midden van het paard "wieltjes" bevestigd, zodat hij als hij moe was z'n poten omhoog kon doen en daarbij kon blijven rollen. Bovendien is hij vanwege zijn lengte bang om in het midden door te buigen en weigert daarom in eerste instantie de kinderen op zijn rug te dragen. Dit werd opgelost door de kinderen links en rechts van het midden op het paard te zetten, zodat het middendeel van Langshors vrij bleef.
- De heen- en weerwolf, een veerman in de gedaante van een wolf. Om hem te roepen voor een overtocht moet je driemaal fluiten. Omdat iedereen vanwege zijn naam denkt dat hij een weerwolf is, komt er nooit iemand op zijn pontje. Hij is dus erg eenzaam en droevig en kan zijn geluk niet op als Pluk komt voor een overtocht. Als Pluk terugkomt van zijn bezoek aan de kluizelaar heeft de wolf zijn boot helemaal versierd met bloemen. Hij wil een enorme tocht met Pluk gaan maken, terwijl Pluk dan juist erge haast heeft. Pluk belooft de wolf ooit nog eens terug te komen. Die belofte lost hij in met behulp van de Lispeltuut, door op zijn verjaardag met al zijn vrienden naar het pontje van de heen- en weerwolf te gaan.
- De Flattekat
- De Lispeltuut
- De Krullevaar

## Toespelingen
Het boek bevat een aantal fictieve topografische namen, die niettemin duidelijke toespelingen zijn op echt bestaande plaatsen in Nederland. Ook zijn er verwijzingen naar bijvoorbeeld de typische hippiecultuur van rond 1970, de tijd waarin de verhalen rond het jongetje Pluk uitkwamen.
- De plaatsnaam Egwijk is waarschijnlijk een toespeling op Egmond aan Zee.  Wellicht gecombineerd met een of meerdere andere badplaatsen met “wijk” erin, bijvoorbeeld Wijk aan Zee. Op de terugweg uit Egwijk verdwaalt Pluk en ziet een paal met drie wegwijzers die alle drie ´Egwijk´ aangeven. Er bestaan inderdaad ook drie Egmonden (Egmond aan Zee, Egmond aan den Hoef en Egmond-Binnen).
- De eveneens fictieve naam van de rivier de Waas is hoogstwaarschijnlijk een toespeling op de echt bestaande rivieren de Waal en de Maas. Tussen de grote rivieren bestaan verschillende waarden, zoals de Bommelerwaard, de Tieler- en Culemborgerwaarden en de Alblasserwaard. De Hasselerwaard is echter fictief.
- De naam "hasselbraam" lijkt te verwijzen naar hasj, dat rond 1970 een populaire drug was geworden.
- Het eiland Hork doet qua naam denken aan het eiland Urk.

## Bewerkingen
- Margriet publiceerde de avonturen van Pluk tussen september 1968 en januari 1970. Een aantal van deze verhalen werd door Annie M.G. Schmidt herschreven tot een nieuw geheel en gebundeld in boekvorm.[3]
- Door de VPRO-radio is in 1992 een gelijknamige hoorspelserie uitgezonden, met stemmen van onder anderen Kitty Courbois en muziek van Harry Bannink.
- In het seizoen 2003-2004 werd er een musical van het boek gemaakt die de ANWB Publieksprijs voor de beste kleine musicalproductie won.
- In 2004 werden de resterende verhalen door het tijdschrift Margriet gebundeld in een nieuw boek, onder de titel Pluk redt de dieren.
- In 2004 werd het boek bovendien verfilmd door Ben Sombogaart en Pieter van Rijn. In de film speelt Erica Terpstra de burgemeester, Erik van Muiswinkel de Majoor en heeft Arjan Ederveen een dubbelrol als Meneer Pen en diens broer de Kluizelaar.

## Vertalingen
- Het boek is in het Engels vertaald als Tow-Truck Pluck, en in het Duits als Pluck mit dem Kranwagen.

## Merchandising
- In 2004 kwam het videospel Pluk van de Petteflet uit voor computers en in 2009 werd het geporteerd naar de Nintendo DS.
- Er bestaat een bordspel gebaseerd op het verhaal: Het Grote Pluk van de Petteflet Bordspel.[4]

## Verwijzingen in de topografie
- In de Deurnse wijk Heiakker zijn binnen de bouwfase Witteveld in 1993 drie straatnamen (Krullevaar, de Hork en Torteltuin) ontleend aan dit kinderboek, alsook de naam van de aanliggende basisschool de Hasselbraam.
- Krullevaar, Torteltuin en Hasselbraam  komen tegenwoordig voor in namen van kinderdagverblijven en basisscholen.